# Rio dei Muti

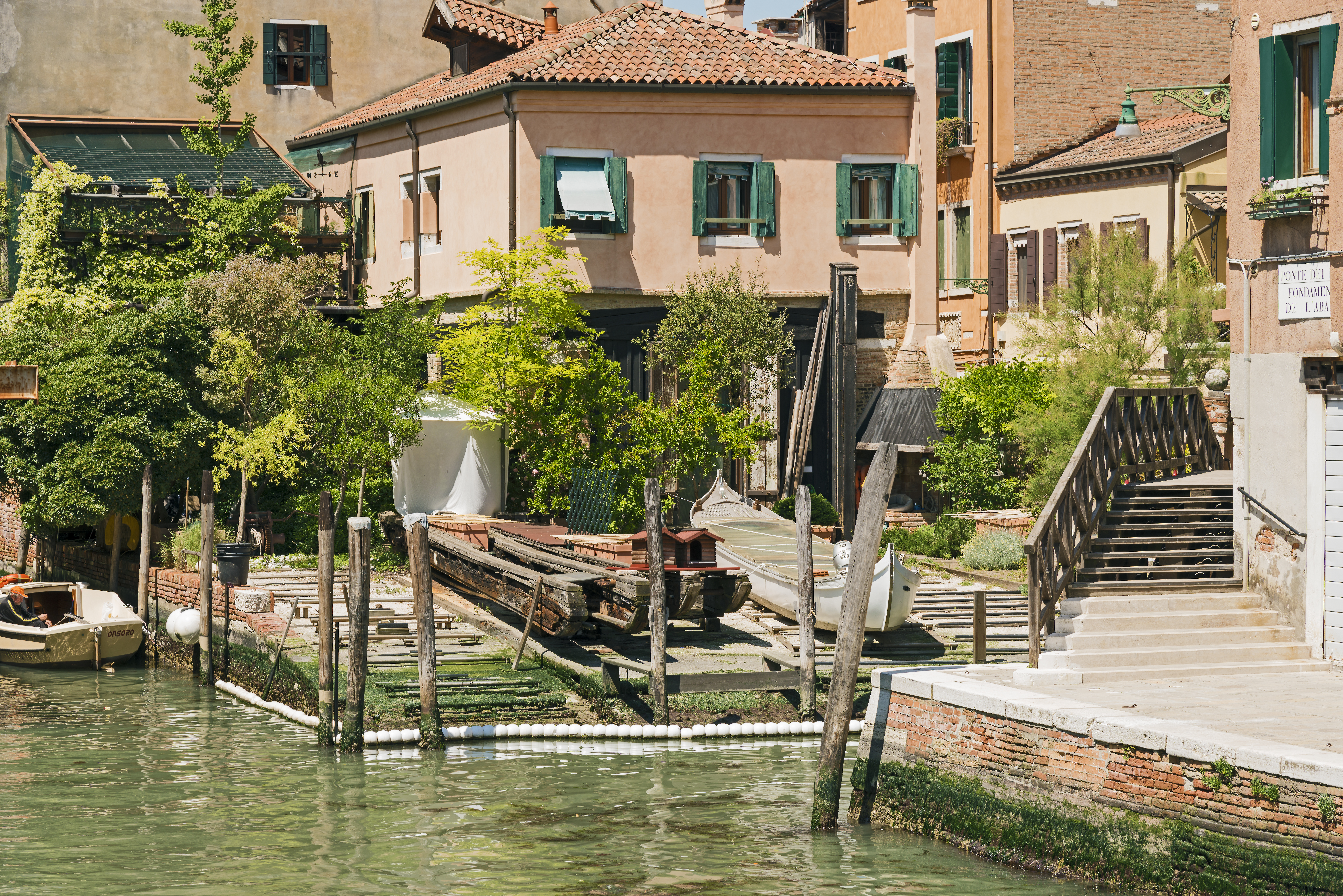
Squèro dei Muti

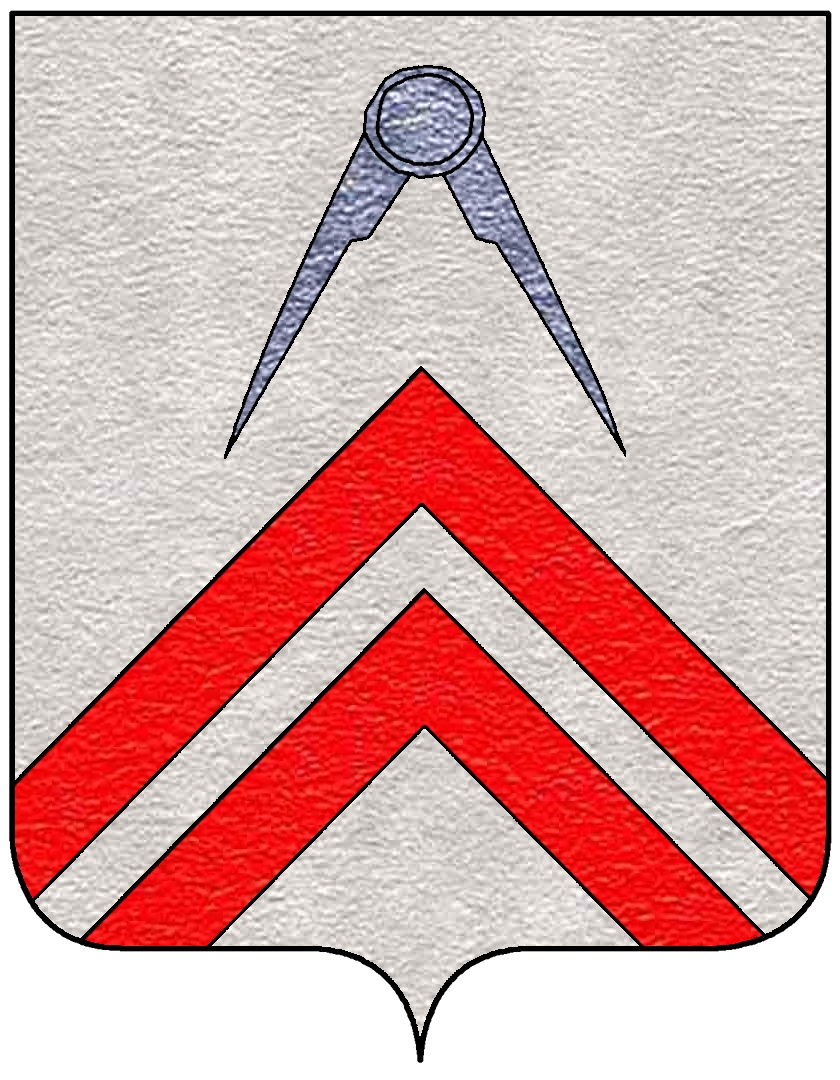
Armes des Muti

Le rio dei Muti est un canal de Venise dans le sestiere de Cannaregio en Italie.

## Origine
Les Muti sont une famille d'origine lombarde venue à Venise au milieu du XVe siècle. 
C'est la branche dite de San Marziale, par l'entremise de Michele, qui se lia en 1556 à la famille Gerardi Zecchini, qui donna son nom à ce canal.
À l'angle du rio de la Sensa se trouva un squero, propriété des Da Mosto, où furent pour la première fois fabriqué dans les années 1920 des mascarete, embarcations typiques de régate sportive.

## Description
Le rio dei Muti a une longueur de 76 mètres.
Il relie le rio della Madonna dell'Orto au rio de la Sensa en sens nord-sud. Il est traversé par le ponte dei Muti le long du rio de la Sensa.

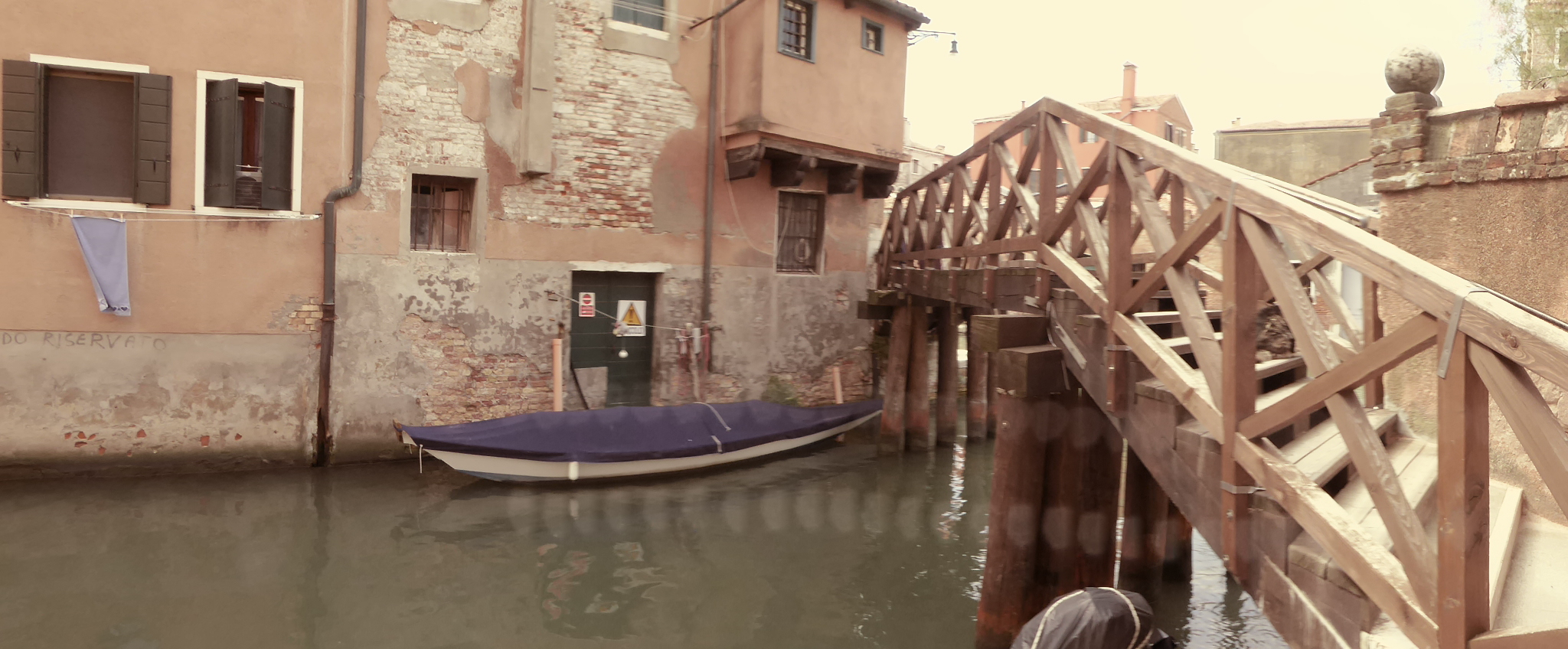
Rio dei Muti, Ponte dei Muti